# Connah's Quay Nomads
Connah's Quay Nomads is een voetbalclub uit Connah's Quay in Wales die uitkomt in de League of Wales.
De club werd in 1947 opgericht als Connah's Quay Juniors, maar die naam werd vier jaar later veranderd in de naam waaronder de ploeg nog steeds bekend is.
In 1990 was Connah's Quay mede verantwoordelijk voor de oprichting van de Cymru Alliance: een competitie waarin clubs uit het zuiden van het land vertegenwoordigd zijn. Twee jaar later werd de hoogste divisie in het voetbal van Wales opgericht, de League of Wales, waarin ook Connah's Quay werd vertegenwoordigd. Nooit wist de ploeg in de top van de ranglijst te eindigen, maar in de Welsh Cup werden wel enkele successen behaald. Zo werd in 1993 de halve finale behaald, waarin nipt werd verloren van Rhyl. In 1998 haalde de ploeg zelfs de finale, maar in de extra tijd kwam Bangor City als eindwinnaar uit de strijd. In 2018 werd voor de eerste keer de Welsh Cup gewonnen na een 4-1 overwinning op Aberystwyth Town FC. In 2019 werd de finale opnieuw gehaald. Nu toonde The New Saints FC (TNS) zich met 3-0 de betere. Op 19 mei 2020 kreeg Connah's Quay Nomads het kampioenschap van Wales toegewezen van de Welshe voetbalbond toen de competitie vanwege de Coronacrisis, 6 wedstrijden voor het einde, gestaakt werd.
Vele jaren voetbalde Connah's Quay Nomads in het Halfway House. Ondanks de rijke historie van dat stadion werd enkele jaren geleden een nieuwe thuisbasis gevonden middels het Deeside Stadium, dat plaats biedt aan 5500 toeschouwers, waarvan ruim 400 zitplaatsen.

## Erelijst
Cymru Premier (2x)
- 2020, 2021

Welsh Cup (1x)
- 2018

Welsh League Cup (2x)
- 1996, 2020

De club was in het seizoen 2018/19 de eerste niet-Schotse club die de finale van de Scottish League Challenge Cup bereikte. Daarin was Ross County te sterk.

## Connah's Quay Nomads in Europa
#Q = #kwalificatieronde, T/U = Thuis/Uit, W = Wedstrijd, PUC = punten UEFA coëfficiënten .
Uitslagen vanuit gezichtspunt Connah's Quay Nomads
| Seizoen | Competitie        | Ronde | Land                           | Club                | Totaalscore | 1e W     | 2e W       | PUC |
| ------- | ----------------- | ----- | ------------------------------ | ------------------- | ----------- | -------- | ---------- | --- |
| 2016/17 | Europa League     | 1Q    | Vlag van Noorwegen             | Stabæk IF           | 1-0         | 0-0 (T)  | 1-0 (U)    | 1.5 |
|         |                   | 2Q    | Vlag van Servië                | FK Vojvodina        | 1-3         | 0–1, (U) | 1-2 (T)    | 1.5 |
| 2017/18 | Europa League     | 1Q    | Vlag van Finland               | HJK Helsinki        | 1-3         | 1-0 (T)  | 0-3 (U)    | 1.0 |
| 2018/19 | Europa League     | 1Q    | Vlag van Wit-Rusland           | Sjachtjor Salihorsk | 1-5         | 1-3 (T)  | 0-2 (U)    | 0.0 |
| 2019/20 | Europa League     | 1Q    | Vlag van Schotland             | Kilmarnock FC       | 3-2         | 1-2 (T)  | 2-0 U)     | 1.0 |
|         |                   | 2Q    | Vlag van Servië                | FK Partizan         | 0-4         | 0-1 (T)  | 0-3 (U)    | 1.0 |
| 2020/21 | Champions League  | 1Q    | Vlag van Bosnië en Herzegovina | FK Sarajevo         | 0-2         | 0-2 (T)  |            | 1.0 |
|         |                   | 2Q    | Vlag van Georgië               | Dinamo Tbilisi      | 0-1         | 0-1 (T)  |            | 1.0 |
| 2021/22 | Champions League  | 1Q    | Vlag van Armenië               | FA Alasjkert        | 2-3         | 2-2 (T)  | 0-1 nv (U) | 1.5 |
| 2021/22 | Conference League | 2Q    | Vlag van Kosovo                | KF Pristina         | 5-6         | 1-4 (U)  | 4-2 (T)    | 1.5 |
| 2023/24 | Conference League | 1Q    | Vlag van IJsland               | KA Akureyri         | 0-4         | 0-2 (U)  | 0-2 (T)    | 0.0 |
| 2024/25 | Conference League | 1Q    | Vlag van Slovenië              | NK Bravo            | 1-2         | 1-0 (U)  | 0-2 nv (T) | 1.0 |

Totaal aantal punten voor UEFA coëfficiënten: 7.0
Zie ook
- Deelnemers UEFA-toernooien Wales
- Ranglijst van alle clubs die in de diverse Europa Cups zijn uitgekomen

Bala Town ·
Barry Town ·
Briton Ferry Llansawel ·
Caernarfon Town ·
Cardiff Metropolitan University ·
Colwyn Bay ·
Connah's Quay Nomads ·
Flint Town United ·
Haverfordwest County ·
Llanelli Town ·
Pen-y-Bont ·
The New Saints